# Mickaël Stanislas
Pour les articles homonymes, voir Stanislas.
Mickaël Stanislas (né le 2 mars 1994 à Ducos en Martinique) est un coureur cycliste français, membre de l'équipe Jeunesse Cycliste 231 en outre-mer. En 2018, il connaît la consécration en remportant le Tour de Martinique, le Trophée de la Caraïbe, le Grand Prix Caron en Guyane et le Championnat des Caraïbes sur route.

## Biographie
En 2016, Mickaël Stanislas est sacré champion de la Martinique, aussi bien en élite que chez les espoirs. En 2017, il s'impose sur la première étape du Grand Prix du Développement Durable et Solidaire.

### Saison 2018
L'année 2018 est celle de la révélation pour le coureur martiniquais, à 24 ans. Après deux succès en début de saison sur des courses mineures, il s'illustre au mois d'avril en remportant deux étapes puis le classement général du Trophée de la Caraïbe, épreuve importante de la saison cycliste en Martinique. Toujours au printemps, il réalise un enchaînement de courses prolifique, en remportant l'étape reine du Grand Prix Cap Nord en Guyane, deux étapes du Grand Prix du Développement Durable et Solidaire, ainsi qu'une étape et le classement général du Grand Prix Caron, de nouveau sur le territoire guyanais. De retour sur son île natale, il fait coup double aux championnats régionaux de Martinique, où il s'impose tout d'abord sur l'épreuve en ligne, devant deux coéquipiers, avant de s'emparer deux semaines plus tard du titre sur le contre-la-montre, une nouvelle fois devant un de ses coéquipiers : Mickaël Laurent.
Durant l'été, il gagne l'étape inaugurale et endosse le premier maillot de leader du Tour de Marie-Galante, qu'il perd finalement lors de la troisième étape. Néanmoins, il se rattrape peu de temps après en s'adjugeant une étape et le classement général du Tour de Martinique, devant son coéquipier Mickaël Laurent. Ces nouveaux succès, acquis face à une concurrence plus relevée, confirment ses progrès entraperçus en début de saison. Au mois d'octobre, il conclut en beauté en devenant champion des Caraïbes, pour sa 18e victoire de la saison.

## Palmarès
- 2016
  -  Champion de Martinique sur route
  -  Champion de Martinique sur route espoirs
- 2017
  - 1re étape du Grand Prix du Développement Durable et Solidaire
- 2018
  -  Champion des Caraïbes sur route
  -  Champion de Martinique sur route
  -  Champion de Martinique du contre-la-montre
  - Ouverture Saison de la Martinique
  - Grand Prix Martinique Cycle
  - Trophée de la Caraïbe :
    - Classement général
    - 1re et 4e étapes

  - 3e étape du Grand Prix Cap Nord
  - 2e et 4e étapes du Grand Prix du Développement Durable et Solidaire
  - Grand Prix Caron :
    - Classement général
    - 2e étape

  - 1re étape du Tour de Marie-Galante
  - Tour de Martinique :
    - Classement général
    - 1re (contre-la-montre par équipes) et 5e étapes

  - Critérium de Petit-Canal
- 2019
  -  Champion de Martinique du contre-la-montre
  - Ouverture Saison de la Martinique
  - Grand Prix de Sainte-Luce
  - Grand Prix de Martinique Cycliste
  - 1re étape du Critérium des Quartiers du Lamentin
  - 1re étape du Trophée de la Caraïbe
  - 1re étape du Grand Prix du 22 Mé
  - 5e étape du Grand Prix Caron
  - Grand Prix Energizer
  - 7e étape du Tour de Martinique
  - 1re étape du Championnat de France d'Outre-mer[13]
  - 2e du Trophée de la Caraïbe
  - 3e du Grand Prix du 22 Mé
  - 3e du Tour de Martinique
  - 3e du Championnat de France d'Outre-mer
- 2020
  -  Champion de Martinique du contre-la-montre
  - Grand Prix de l'Ouverture à Jarry
  - Mémorial Romule Beret
  - Grand Prix de la CTM
  - Ronde de Budan[14]
  - Ronde de Calvaire
  - 3e étape de la Route de Martinique
- 2022
  -  Champion de Martinique sur route
  - 1re étape du Mémorial Denis Manette
  - 2e étape du Grand Prix Energizer
  - 2e du Grand Prix Energizer
- 2023
  - Grand Prix du François
  - Mémorial Albert Dupont
  - Mémorial Labéjof et Denise
  - 2e étape du Critérium des Quartiers du Lamentin
  - Trophée de la Caraïbe
  - Grand Prix du Vauclin :
    - Classement général
    - 1re étape
- 2024
  -  Champion de Martinique sur route
  - 2e étape du Grand Prix Milleco Shop
  - Prologue du Trophée de la Caraïbe
  - Prologue du Grand Prix du Développement Durable et Solidaire
- 2025
  - 2e étape du Grand Prix Milleco Shop
  - 2e du Grand Prix Milleco Shop